# Домашній арешт (телесеріал, 2018)
«Домашній арешт» — російський комедійний телесеріал, виробництвом якого займалася компанія Comedy Club Production.
Прем'єра двох перших серій відбулася 16 серпня 2018 року на ТНТ-Premier. Нові серії виходили щотижня в четвер. Заключна серія вийшла 25 жовтня 2018 року.

## Сюжет
Чинного мера міста Сінеозерськ Аркадія Анікєєва ловлять на отриманні хабара в особливо великому розмірі. За рішенням суду він потрапляє під домашній арешт за місцем прописки. Його кидає дружина, на яку було записано все майно. Опинившись в комунальній квартирі, Анікєєв стикається з Іваном Самсоновим, з яким жив в квартирі в дитинстві. Залишивши в стороні розбіжності, Анікєєв вирішує допомогти Самсонова стати новим мером Сінеозерська.

## В ролях
| Актор               | Роль                                                                                |
| ------------------- | ----------------------------------------------------------------------------------- |
| Дерев'янко Павло    | Аркадій Борисович Анікєєв мер Сінеозерська                                          |
| Олександр Робак     | Іван Васильович Самсонов екскаваторник на будівництві, кандидат в мери Сінеозерська |
| Ганна Уколова       | Ніна Олександрівна Самсонова медсестра, дружина Івана, мати Славіка і Юлі           |
| Марина Александрова | Марина Сергіївна Билінкіна доцент історії, мати Олексія                             |
| Єгор Клінаев        | Славік Самсонов 9-класник, син Івана і Ніни, брат Юлі                               |
| Юлія Сорокіна       | Юля Самсонова дочка Івана і Ніни, сестра Славіка                                    |
| Сергій Бурунов      | Павло Юрійович Осипенко заступник / т.в.о. мера Сінеозёрска, кандидат в мери        |
| Олеся Судзиловська  | Віка дружина Аркадія, коханка Павла                                                 |
| Дмитро Астрахан     | Андрій Йосипович Мишкін адвокат Аркадія з Москви                                    |
| Яна Кошкіна         | Леля коханка Аркадія                                                                |

## Виробництво
Ідея серіалу належить учаснику Comedy Club Семену Слєпакову. Вперше про серіал було оголошено 22 жовтня 2015 року на презентації телевізійного сезону 2015/2016 років телеканалу ТНТ в московському кінотеатрі «Каро 11 Октябрь». Там і була повністю продемонстрована пілотна серія проекту. Прем'єра серіалу планувалася на каналі ТНТ 2 квітня 2018 року, але була перенесена на 16 січня на ОТТ-платформу ТНТ-Premier.
На фінальному кастингу на головну роль Аркадія Анікєєва претендували Павло Дерев'янко та Федір Бондарчук. Останній пізніше знявся в іншому проекті каналу ТНТ «Рік культури».
Саундтрек до серіалу написав оскароносний французький композитор Людовик Бурс. Початкові мультиплікаційні титри в своїй традиційній техніці намалював теж володар «Оскара» Олександр Петров з сином Дмитром, які є самі жителями Ярославля (міста, знятого в серіалі).
Знімальний процес серіалу стартував наприкінці 2016 року і тривав протягом 205 днів. Останні 2,5 місяці зйомок зміни тривали по 17 годин. Натурні зйомки серіалу проходили в  Ярославлі, а комунальну квартиру головних героїв знімали в павільйоні Подольська і в Москві.
Пілотну серію знімав Єгор Баранов, а серіал — Петро Буслов. Відмінності пілотної серії полягають в акторському складі. Зокрема, дружини головного героя Віки виконувала актриса Олена Корикова, а зараз цю роль грає Олеся Судзиловська. В кінці першої серії серіалу звучить «привіт» режисерові пілота:
|                        | Єгорка-то Баранов ось такого зросту був. Облисів в сьомому класі, а зараз — режисер в Москві. |
| — Ніна (Ганна Уколова) |                                                                                               |

## Відгуки і визнання
«Домашній арешт» очолив рейтинг найкращих серіалів 2018 року по версії редакції сайту  «Кинопоиск»., а також очолив ТОП-5 кращих російських телесеріалів за версією «Кінократії».
Прем'єр-міністр РФ Дмитро Медведєв в інтерв'ю російським телеканалам в грудні 2018 року розповів, що дивився «пару серій» серіалу «Домашній арешт» зауваживши, що дуже рідко дивиться серіали. На думку прем'єра, «це досить весело, а деякі персонажі цілком впізнавані».